# Kalusj rajon
Kalusj rajon (ukrainsk: Ка́луський райо́н, tr. Káluskyj rajón) er et rajon (distrikt) i Ivano-Frankivsk oblast (region) i Ukraine. Det har et areal på 3.555 km2
og et befolkningstal på 286.500 (2020) indbyggere. Hovedbyen er byen Kalusj.